# 시민주권
시민주권은 고 노무현 대통령이 살아 생전 이룩하고자 헌신했던 사람사는 세상에 대한 가치관을 계승하고 시민이 주체가 되어 민주주의를 이끌어 나가는 사회를 발전시키기 위해 결성된 모임이다.

## 시민주권의 결성 과정
고 노무현 대통령 안장식 이후 고인의 가치를 계승하고자 하는 주요 인사들을 중심으로 사람사는 세상을 실현할 방안을 모색했다.
노전대통령 추모사업과 병행하여 시민정치운동을 전개할 시민주권을 결성하기로 하고 이해찬, 한명숙 전 총리를 공동대표로 하여 조직 결성에 들어갔다.

## 결성 과정의 주요날짜와 간단한 메모
- 2009년 9월 2일 - <시민주권모임> 창립의 취지를 내외에 밝힘
- 2009년 9월 10일 - 500여명의 참석하여 준비위원회 발족식(수운회관)을 갖고 국민들께 드리는 글을 발표하고, 본격적인 조직 창립 준비에 들어감
- 2009년 9월 22일 - 운영위원 워크샵을 개최하고 시민주권운동과 조직의 사업방향을 논의하였으며, 한명숙 공동대표가 <노무현재단>이사장직을 수락함에 따라 공동대표직을 사임함
- 2009년 10월 6일 조직의 명칭을 <시민주권>으로 결정하고 10.28 재보궐선거 방침과 <시민주권>의 성격과 방향을 논의함
- 2009년 10월 13일 <시민주권>의 첫 공식사업으로, <민생민주국민회의>와 공동주최로 2010년 예산안 대토론회로 개최함
- 2009년 10월 16일 <시민주권> 창립대회